# SandLand
SandLand (яп. サンドランド Сандо Рандо) — манга, созданная Акирой Ториямой. Впервые была издана в японском манга-журнале Weekly Shonen Jump в 2000 году. В 2003 была выпущена издательством Viz Media в американской версии журнала Shonen Jump, и печаталась до ноября 2003. Манга SandLand была издана в 1 танкобоне. 26 апреля 2024 года, по мотивам манги, была выпущена игра, в которой сюжет манги является лишь частью всей истории.

## Сюжет
В недалеком будущем, жестокая война между людьми полностью разрушила экологию планеты. Теперь поверхность Земли похожа на горячий, пустынный и безлюдный ландшафт. На Земле, совместно с людьми также проживают и демоны. Запасы пресной воды сильно ограничены, а единственный известный людям запас контролируется жадным и бессердечным королём. Люди вынуждены платить ему буквально за каждую каплю спасительный воды. Однако среди них передается легенда об существовавшем где-то на выжженой планете большом секретном озере, которое не контролируется королём. Место нахождения этого озера никому не известно. Демоны, в свою очередь, никак не заинтересованы в помощи людям. Однако помочь людям вызывается мужественный шериф Рао. Рао понимает что без помощи демонов поиск спасительного озера будет сильно затруднен, и рискуя жизнью решает идти прямо к их главной ставке..

## Персонажи
Вельзевул (яп. ベルゼブブ Бэрудзэбубу) — Вельзевул является сыном Дьявола. Хотя он выглядит обычном подростком, на самом деле ему больше 2500 лет. У него огромная сила и сильно развитое чувства зрения и слуха. Любимое занятие Вельзевула разыгрывать шутки и целый день играть в видеоигры.
Рао (яп. ラオ) — В молодости Рао служил в армии короля и командовал танковой дивизией. Тридцать лет назад он получил приказание от его тогдашнего командира, Зео, атаковать и уничтожить народ Пиччи. Рао полагал, что Пиччи строили новое уничтожительное оружие. На самом же деле Рао был обманут Зео, и спустя многие годы узнал от Сифа, что народ Пиччи на самом деле строил машину, с помощью которой можно было создавать воду. А король и Зео намеренно уничтожили Пиччи, чтобы сохранить за собой монополию на продажу воды.
Сиф (яп. シーフ)— Маленького роста, старый и физически слабый персонаж. Хотя он похож на почтенного старика, Сиф на самом деле хитрый демон. У него большая белая борода и лысина. Своё прозвище Сиф получил от того что его любимым занятием является кража ценных вещей. Он часто проникает в дома через дымовую трубу, переодевшись в красный костюм, из-за чего люди часто путает его с Санта-Клаусом. Вельзевул взял с собой Сифа из-за его исключительных возможностей добывать вещи.
Энн — отсутствующий в манге персонаж. Девушка механик, добавленная в игре и увязавшаяся за заглавной троицей. 
Командир Зео (яп. ゼウ大将軍 Дзэу Тайсё:гун) — Тридцать лет назад командир Зео дал приказ Рао уничтожить народ Пиччи, которые строили машину для производства воды. В ходе атаки на Пиччи танковый отряд Рао сумел взорвать машину, но огромный взрыв также полностью уничтожил сам танковый отряд. При этом погибли многие люди Рао. Все это было хитрым планом Зео, который надеялся убрать как и народ Пиччи, так и солдат самого Рао, которые стали слишком независимы и начали высказывать не самое лестное мнение о короле.
Генерал Ар (яп. アレ将軍 Арэ Сё:гун) — Командир, который служит в королевской армии, под начальством Зео. Он полагал, что народ Пиччи планировал создать супер-оружие, до тех пор пока не встретил шерифа Рао и Сифа. Сиф передал ему что Пиччи создавали машину для создания искусственной воды, а не для войны. Ару разуверился в короле, и с тех пор решил содействовать Вельзевулу, Рао и Сифу в их попытках найти легендарное озеро.
Плаватели (Пловцы) — (яп. スイマーズ Суима:дзу, англ. The Swimmers)Называют себя самыми великими бандитами земли. Члены Плавателей это братья Пайк, Шарк, Гуппи и их отец. Пайкобладает острым зрением и исключительным слухом, Шарксчитает себя самым быстрым бегуном земли, а Гуппиобладает огромной силой, из-за чего получил прозвище «Человек-танк». Они сыграют не последнию роль в судьбе наших странников.